# Kristján Arason
Kristján Arason (23. srpnja 1961.) islandski je bivši rukometni reprezentativac i današnji rukometni trener. Suprug je islandske političarke i ministrice Þorgerður Katrín Gunnarsdóttir s kojom je dobio Gíslija Þorgeira Kristjánssona, islandskog rukometnog reprezentativca. Bio je 4. na IHF-ovoj ljestvici najboljih svjetskih rukometaša. Smatra se jednim od najboljih obrambenih igrača u povijesti rukometa. Kao trener je osvojio islandsko prvenstvo s Fimleikafélag Hafnarfjarðarom 2011. godine.